# Честер (Південна Дакота)
Честер (англ. Chester) — переписна місцевість (CDP) в США, в окрузі Лейк штату Південна Дакота. Населення — 257 осіб (2020).

## Географія
Честер розташований за координатами 43°53′59″ пн. ш. 96°55′40″ зх. д. / 43.89972° пн. ш. 96.92778° зх. д. (43.899587, -96.927819).  За даними Бюро перепису населення США в 2010 році переписна місцевість мала площу 2,11 км², уся площа — суходіл.

## Демографія
Згідно з переписом 2010 року, у переписній місцевості мешкала 261 особа в 108 домогосподарствах у складі 73 родин. Густота населення становила 123 особи/км².  Було 116 помешкань (55/км²).
Расовий склад населення:
| - 98,5 % — білих |

До двох чи більше рас належало 1,5 %. Частка іспаномовних становила 0,0 % від усіх жителів.
За віковим діапазоном населення розподілялося таким чином: 26,4 % — особи молодші 18 років, 54,8 % — особи у віці 18—64 років, 18,8 % — особи у віці 65 років та старші. Медіана віку мешканця становила 40,8 року. На 100 осіб жіночої статі у переписній місцевості припадало 97,7 чоловіків;  на 100 жінок у віці від 18 років та старших — 97,9 чоловіків також старших 18 років.
Середній дохід на одне домашнє господарство  становив 71 521 долар США (медіана — 70 313), а середній дохід на одну сім'ю — 86 702 долари (медіана — 81 250). За межею бідності перебувало 1,8 % осіб, у тому числі 4,5 % дітей у віці до 18 років та 0,0 % осіб у віці 65 років та старших.
Цивільне працевлаштоване населення становило 184 особи. Основні галузі зайнятості: науковці, спеціалісти, менеджери — 21,7 %, освіта, охорона здоров'я та соціальна допомога — 21,7 %, транспорт — 12,5 %, будівництво — 9,8 %.